# Akçaabat (district)
Akçaabat is een Turks district in de provincie Trabzon en telt 106.475 inwoners (2007). Het district heeft een oppervlakte van 353,7 km². Hoofdplaats is Akçaabat.
De bevolkingsontwikkeling van het district is weergegeven in onderstaande tabel.
| 1997    | 2000    | 2007    |
| ------- | ------- | ------- |
| 116.925 | 120.693 | 106.475 |